# Bobby Wine
Robert Paul Wine Sr. (Nueva York, Nueva York, 17 de septiembre de 1938), más conocido como Bobby Wine, es un exjugador profesional estadounidense de béisbol que se desempeñó en la posición de campocorto en las Grandes Ligas de Béisbol (MLB). Logró obtener un Guante de Oro.

## Carrera
Wine jugó como profesional ocho temporadas en Philadelphia Phillies (1960, 1962-1968), después pasó a Montreal Expos, donde jugó cuatro temporadas (1969-1972), y fue el equipo en el que se retiró.

## Premios
Fue galardonado con el Guante de Oro en una oportunidad (1963).